# ULEB Cup 2005/06
Die Saison 2005/06 war die 4. Spielzeit des von der ULEB ausgetragenen ULEB Cup, der heute als EuroCup firmiert.
Den Titel gewann MBK Dynamo Moskau aus Russland.

## Modus
Es nahmen 24 Mannschaften aus 15 Nationen teil. Die Saison begann am 8. November 2005 und endete mit dem Finale am 11. April 2006. Die 24 Teams wurden aufgeteilt in 4 Gruppen mit je sechs Teams. Es wurde eine Doppelrunde jeder gegen jeden gespielt. Die vier Besten jeder Gruppe erreichten das Achtelfinale. Die Sieger in diesem sowie im Viertelfinale und im Halbfinale wurden in Hin- und Rückspiel ermittelt. Das Finale wurde in einem Spiel ausgetragen.

## Teilnehmer an der Hauptrunde
| Land                   | Anzahl | Mannschaften              | Mannschaften            | Mannschaften         |
| ---------------------- | ------ | ------------------------- | ----------------------- | -------------------- |
| Serbien und Montenegro | 3      | KK Roter Stern Belgrad    | Hemofarm Vršac          | FMP Železnik Belgrad |
| Belgien                | 2      | Spirou BC Charleroi       | Euphony Bree            |                      |
| Deutschland            | 2      | ALBA Berlin               | Deutsche Bank Skyliners |                      |
| Frankreich             | 2      | ASVEL Lyon-Villeurbanne   | Le Mans Sarthe Basket   |                      |
| Griechenland           | 2      | Aris Thessaloniki         | Panionios Athen         |                      |
| Italien                | 2      | Landi Renzo Reggio Emilia | Lottomatica Roma        |                      |
| Russland               | 2      | UNICS Kasan               | MBK Dynamo Moskau       |                      |
| Spanien                | 2      | Adecco Estudiantes        | CB Lucentum Alicante    |                      |
| Bulgarien              | 1      | Lukoil Akademik Sofia     |                         |                      |
| Israel                 | 1      | Hapoel Jerusalem          |                         |                      |
| Lettland               | 1      | BK Ventspils              |                         |                      |
| Niederlande            | 1      | Demon Astronauts          |                         |                      |
| Polen                  | 1      | Anwil Włocławek           |                         |                      |
| Portugal               | 1      | Queluz Sintra PM          |                         |                      |
| Türkei                 | 1      | Beşiktaş JK Istanbul      |                         |                      |

## Gruppenphase

### Gruppe A
| Team                  | Sp | S | N | P+  | P-  |
| --------------------- | -- | - | - | --- | --- |
| 1. Aris Thessaloniki  | 10 | 7 | 3 | 827 | 785 |
| 2. Lukoil Akademik    | 10 | 6 | 4 | 827 | 826 |
| 3. Euphony Bree       | 10 | 5 | 5 | 787 | 778 |
| 4. BK Ventspils       | 10 | 5 | 5 | 811 | 807 |
| 5. Adecco Estudiantes | 10 | 4 | 6 | 833 | 849 |
| 6. ALBA Berlin        | 10 | 3 | 7 | 847 | 887 |

### Gruppe B
| Team                | Sp | S | N | P+  | P-  |
| ------------------- | -- | - | - | --- | --- |
| 1. Reggio Emilia    | 10 | 7 | 3 | 791 | 705 |
| 2. Hemofarm Vršac   | 10 | 7 | 3 | 756 | 703 |
| 3. ASVEL Lyon       | 10 | 6 | 4 | 743 | 722 |
| 4. Panionios Athen  | 10 | 4 | 6 | 710 | 746 |
| 5. Anwil Włocławek  | 10 | 3 | 7 | 667 | 711 |
| 6. Demon Astronauts | 10 | 3 | 7 | 700 | 780 |

### Gruppe C
| Team                    | Sp | S | N | P+  | P-  |
| ----------------------- | -- | - | - | --- | --- |
| 1. UNICS Kasan          | 10 | 9 | 1 | 814 | 640 |
| 2. FMP Železnik Belgrad | 10 | 7 | 3 | 730 | 730 |
| 3. CB Lucentum Alicante | 10 | 5 | 5 | 750 | 704 |
| 4. Spirou BC Charleroi  | 10 | 5 | 5 | 664 | 680 |
| 5. Beşiktaş Istanbul    | 10 | 3 | 7 | 723 | 754 |
| 6. CA Queluz Sintra PM  | 10 | 1 | 9 | 709 | 882 |

### Gruppe D
| Team                   | Sp | S | N  | P+  | P-  |
| ---------------------- | -- | - | -- | --- | --- |
| 1. Dynamo Moskau       | 10 | 8 | 2  | 804 | 707 |
| 2. Hapoel Jerusalem    | 10 | 7 | 3  | 859 | 823 |
| 3. Roter Stern Belgrad | 10 | 5 | 5  | 837 | 794 |
| 4. Lottomatica Roma    | 10 | 5 | 5  | 782 | 805 |
| 5. Le Mans Sarthe      | 10 | 5 | 5  | 766 | 728 |
| 6. Frankfurt Skyliners | 10 | 0 | 10 | 625 | 816 |

## Achtelfinale
|                         | Gesamt  |                           | Hinspiel | Rückspiel |
| ----------------------- | ------- | ------------------------- | -------- | --------- |
| Panionios Athen         | 175:184 | Aris Thessaloniki         | 70:72    | 105:112   |
| BK Ventspils            | 170:171 | Landi Renzo Reggio Emilia | 87:86    | 83:85     |
| Lottomatica Roma        | 165:156 | UNICS Kasan               | 91:86    | 74:70     |
| Spirou BC Charleroi     | 130:168 | MBK Dynamo Moskau         | 67:81    | 63:87     |
| KK Roter Stern Belgrad  | 173:156 | Lukoil Akademik Sofia     | 91:71    | 82:85     |
| CB Lucentum Alicante    | 139:148 | Hemofarm Vršac            | 72:63    | 67:85     |
| Hapoel Jerusalem        | 150:143 | Euphony Bree              | 81:75    | 69:68     |
| ASVEL Lyon-Villeurbanne | 168:136 | FMP Železnik Belgrad      | 90:67    | 78:69     |

## Viertelfinale
|                         | Gesamt  |                           | Hinspiel | Rückspiel |
| ----------------------- | ------- | ------------------------- | -------- | --------- |
| KK Hemofarm Vršac       | 165:147 | Landi Renzo Reggio Emilia | 88:72    | 77:75     |
| KK Roter Stern Belgrad  | 151:173 | MBK Dynamo Moskau         | 86:87    | 65:83     |
| Lottomatica Roma        | 148:158 | Hapoel Jerusalem          | 92:84    | 56:74     |
| ASVEL Lyon-Villeurbanne | 127:144 | Aris Thessaloniki         | 60:67    | 67:77     |

## Halbfinale
|                   | Gesamt  |                   | Hinspiel | Rückspiel |
| ----------------- | ------- | ----------------- | -------- | --------- |
| Hapoel Jerusalem  | 164:176 | Dynamo Moskau     | 83:84    | 81:92     |
| KK Hemofarm Vršac | 151:153 | Aris Thessaloniki | 74:71    | 77:82     |

## Finale
| Austragungsort | Datum      | Sieger            | Gegner        | Ergebnis |
| -------------- | ---------- | ----------------- | ------------- | -------- |
| Charleroi      | 11.04.2006 | Aris Thessaloniki | Dynamo Moskau | 60:73    |

### Finals (MVP)
- Ruben Douglas (Dynamo Moskau)